# Christian Wagner
Christian Adam Wagner (5 ottobre 1942) è un montatore statunitense.

## Filmografia
- Un eroe per il terrore (Hero and the Terror), regia di William Tannen (1988)
- Una vita al massimo (True Romance), regia di Tony Scott (1993)
- Una bionda sotto scorta (Chasers), regia di Dennis Hopper (1994)
- Bad Boys, regia di Michael Bay (1995)
- Facile preda (Fair Game), regia di Andrew Sipes (1995)
- The Fan - Il mito (The Fan), regia di Tony Scott (1996)
- Face/Off - Due facce di un assassino (Face/Off), regia di John Woo (1997)
- Il negoziatore (The Negotiator), regia di F. Gary Gray (1998)
- Mission: Impossible 2, regia di John Woo (2000)
- NSync: Bigger Than Live (Documentary) (2001)
- Spy Game, regia di Tony Scott (2001)
- La morte può attendere (Die Another Day), regia di Lee Tamahori (2002)
- Man on Fire - Il fuoco della vendetta (Man on Fire), regia di Tony Scott (2004)
- Amityville Horror (The Amityville Horror), regia di Andrew Douglas (2005)
- The Island, regia di Michael Bay (2005)
- Domino, regia di Tony Scott (2005)
- Next, regia di Lee Tamahori (2007)
- Sex List - Omicidio a tre (Deception), regia di Marcel Langenegger (2008)
- The Fifth Commandment (2008)
- The Uninvited, regia di Charles Guard e Thomas Guard (2009)
- Fast & Furious - Solo parti originali (Fast & Furious), regia di Justin Lin (2009)
- World Invasion (Battle: Los Angeles), regia di Jonathan Liebesman (2011)
- Fast & Furious 5 (Fast Five), regia di Justin Lin (2011)
- Total Recall - Atto di forza (Total Recall), regia di Len Wiseman (2012)
- Fast & Furious 6 (Fast 6), regia di Justin Lin (2013)
- Fast & Furious 7 (Fast 7), regia di James Wan (2015)
- 13 Hours: The Secret Soldiers of Benghazi, regia di Michael Bay (2016)
- Tartarughe Ninja - Fuori dall'ombra (Teenage Mutant Ninja Turtles: Out of the Shadows), regia di Dave Green (2016)
- Kong: Skull Island, regia di Jordan Vogt-Roberts (2017)
- Fast & Furious 8, regia di F. Gary Gray (2017)
- Men in Black: International, regia di F. Gary Gray (2019)
- Fast & Furious - Hobbs & Shaw (Fast & Furious Presents: Hobbs & Shaw), regia di David Leitch (2019)
- Bad Boys for Life, regia di Adil El Arbi e Bilall Fallah (2020)
- The Conjuring - Per ordine del diavolo (The Conjuring: The Devil Made Me Do It), regia di Michael Chaves (2021)
- The Last Voyage of the Demeter, regia di André Øvredal (2023)